# Канаус, Расселл
Ра́сселл Скотт Кана́ус (англ. Russell Scott Canouse; род. 11 июня 1995, Ланкастер, Пенсильвания) — американский футболист, опорный полузащитник клуба MLS «Ди Си Юнайтед».

## Биография

### Молодёжная карьера
Канаус в 2009—2010 годах тренировался в академии клуба «Нью-Йорк Ред Буллз». В 2011 году он присоединился к академии немецкого клуба «Хоффенхайм», где через год с ним был заключён профессиональный контракт.

### Клубная карьера
6 сентября 2013 года Канаус впервые попал в состав на матч второй команды «Хоффенхайма», играющей в Региональной лиге «Юго-запад». С начала сезона 2014/15 он начал выступать за «Хоффенхайм II» на постоянной основе.
12 марта 2016 года Канаус дебютировал за первую команду «Хоффенхайма», выйдя на замену в матче Бундеслиги против «Вольфсбурга».
Сезон 2016/17 Канаус провёл в аренде в клубе Второй Бундеслиги «Бохум». Его дебют за рурскую команду состоялся 6 августа 2016 года во встрече против берлинского «Униона». 10 декабря в матче против «Мюнхена 1860» Расселл забил свой первый гол в профессиональной карьере.
9 августа 2017 года Канаус перешёл в клуб MLS «Ди Си Юнайтед». За вашингтонцев он дебютировал 19 августа в матче против «Колорадо Рэпидз», выйдя в стартовом составе.

### Международная карьера
В составе молодёжной сборной США Канаус принимал участие в чемпионате КОНКАКАФ среди молодёжных команд 2015, сыграв на турнире в пяти из шести матчей американцев. Канаус должен был участвовать в чемпионате мира среди молодёжных команд 2015, но из-за травмы выбыл из заявки за несколько дней до начала мундиаля и был заменён на Конора Донована.
8 января 2018 года Канаус получил вызов в тренировочный лагерь сборной США в преддверии товарищеского матча со сборной Боснии и Герцеговины, однако во встрече, состоявшейся 28 января, остался на скамейке запасных.

## Статистика выступлений
| Выступление      | Выступление                   | Выступление      | Лига | Лига | Кубок | Кубок | Кубок лиги / Плей-офф | Кубок лиги / Плей-офф | Континент. | Континент. | Итого | Итого |
| Клуб             | Лига                          | Сезон            | Игры | Голы | Игры  | Голы  | Игры                  | Голы                  | Игры       | Голы       | Игры  | Голы  |
| ---------------- | ----------------------------- | ---------------- | ---- | ---- | ----- | ----- | --------------------- | --------------------- | ---------- | ---------- | ----- | ----- |
| Хоффенхайм II    | Региональная лига «Юго-Запад» | 2013/14          | 0    | 0    | —     | —     | —                     | —                     | —          | —          | 0     | 0     |
| Хоффенхайм II    | Региональная лига «Юго-Запад» | 2014/15          | 25   | 0    | —     | —     | —                     | —                     | —          | —          | 25    | 0     |
| Хоффенхайм II    | Региональная лига «Юго-Запад» | 2015/16          | 26   | 1    | —     | —     | —                     | —                     | —          | —          | 26    | 1     |
| Хоффенхайм II    | Итого                         | Итого            | 51   | 1    | 0     | 0     | 0                     | 0                     | 0          | 0          | 51    | 1     |
| Хоффенхайм       | Бундеслига                    | 2015/16          | 1    | 0    | —     | —     | —                     | —                     | —          | —          | 1     | 0     |
| Хоффенхайм       | Итого                         | Итого            | 1    | 0    | 0     | 0     | 0                     | 0                     | 0          | 0          | 1     | 0     |
| Бохум            | Вторая Бундеслига             | 2016/17          | 20   | 1    | 0     | 0     | —                     | —                     | —          | —          | 20    | 1     |
| Бохум            | Итого                         | Итого            | 20   | 1    | 0     | 0     | 0                     | 0                     | 0          | 0          | 20    | 1     |
| Ди Си Юнайтед    | MLS                           | 2017             | 10   | 0    | —     | —     | —                     | —                     | —          | —          | 10    | 0     |
| Ди Си Юнайтед    | MLS                           | 2018             | 0    | 0    | 0     | 0     | 0                     | 0                     | —          | —          | 0     | 0     |
| Ди Си Юнайтед    | Итого                         | Итого            | 10   | 0    | 0     | 0     | 0                     | 0                     | 0          | 0          | 10    | 0     |
| Всего за карьеру | Всего за карьеру              | Всего за карьеру | 82   | 2    | 0     | 0     | 0                     | 0                     | 0          | 0          | 82    | 2     |